# Université agricole d'État d'Azerbaïdjan
L’Université agricole d'État d'Azerbaïdjan est une université publique située à Gandja, en Azerbaïdjan. L'université compte huit écoles, 3830 étudiants et 560 professeurs. En outre, il existe un site d'enseignement à Gazakh avec près de 500 étudiants correspondants.

## Histoire
L'université agricole d'État d'Azerbaïdjan retrace son histoire au Département d'agriculture de l'Institut polytechnique de Bakou, qui a été créé le 14 novembre 1920. Initialement située à Bakou, l'école a été créée en 1920 après l'invasion de l'Armée rouge et la création de la toute jeune RSS d'Azerbaïdjan. En 1923, l'école a changé de nom pour devenir l'Institut polytechnique d'Azerbaïdjan. En mars 1929, le Parti communiste azerbaïdjanais a décrété que l'école devait être divisée en trois écoles indépendantes couvrant l'agriculture, l'économie et le pétrole.
Aujourd'hui, l'université est la seule école publique d'Azerbaïdjan à offrir un diplôme universitaire pour le secteur agricole.